# Кавалерский
Кавале́рский — хутор в Егорлыкском районе Ростовской области.
Административный центр Кавалерского сельского поселения.

## География
Расположен на юге Егорлыкского района, на берегах реки Кавалерки. Протяженность хутора — более 20 километров. Население — более 2500 человек (второй по численности жителей населенный пункт Егорлыкского района после райцентра). Бывший крупный колхоз имени Кирова (ещё ранее, в 30-х годах, было 6 колхозов: имени Калинина, Кирова, Энгельса, Ворошилова, Шаумяна и Арарат).

## История
Хутор был основан в 1907 году.
Средняя школа № 3 хутора носит имя Героя Советского Союза Андрея Петровича Дубинца.

## Население
| 1989 | 2002  | 2010  |
| ---- | ----- | ----- |
| 2947 | ↘2483 | ↘2473 |

## Улицы
| - ул. Заречная, - ул. Кирова, - ул. Комсомольская, - ул. Куриленко, - ул. Ленина, - ул. Мартыненко, - ул. Молодёжная, | - ул. Пионерская, - ул. Производственная, - ул. Сидельникова, - ул. Советская, - ул. Степная, - ул. Южная. |